# Zeuxippe (mère de Priam)
Pour les articles homonymes, voir Zeuxippe.
Dans la mythologie grecque, Zeuxippe (en grec ancien Ζευξίππη / Zeuxíppē) est une mortelle, mère de Priam.

## Étymologie
Zeuxippe, en grec ancien Ζευξίππη / Zeuxíppē, signifie « celui (ou celle) qui attelle les chevaux. »

## Mythologie
Selon le poète grec du VIIe siècle av. J.-C. Alcman, Zeuxippe est une mortelle qui serait la femme de Laomédon et la mère du roi troyen Priam.